# Trychnosoma
Trychnosoma är ett släkte av steklar som beskrevs av Graham 1957. Trychnosoma ingår i familjen puppglanssteklar.
Kladogram enligt Catalogue of Life och Dyntaxa:
| Trychnosoma | \| \| Trychnosoma ernobii \| \| \| \| \| \| Trychnosoma punctipleura \| \| \| \| |
|             | \| \| Trychnosoma ernobii \| \| \| \| \| \| Trychnosoma punctipleura \| \| \| \| |
|             | Trychnosoma ernobii                                                              |
|             |                                                                                  |
|             | Trychnosoma punctipleura                                                         |
|             |                                                                                  |